# Dewey-Humboldt
Dewey-Humboldt is een plaats (census-designated place) in de Amerikaanse staat Arizona, en valt bestuurlijk gezien onder Yavapai County.

## Demografie
Bij de volkstelling in 2000 werd het aantal inwoners vastgesteld op 6295.

## Geografie
Volgens het United States Census Bureau beslaat de plaats een oppervlakte van
59,3 km², geheel bestaande uit land.

## Plaatsen in de nabije omgeving
De onderstaande figuur toont nabijgelegen plaatsen in een straal van 32 km rond Dewey-Humboldt.